# Ярослав Вальчик
Ярек Вальчик (справжнє ім'я — Ярослав Вавжинець Вальчик пол. Jarosław Wawrzyniec Walczyk, 19 лютого 1965 Вейгерово) — польський шеф-кухар, ресторатор, президент фонду шеф-кухарів, гастрономічний радник галузі HORECA, співавтор та консультант рецептів для галузі харчової промисловості. Шеф-кухар та співвласник ресторану «Pink Lobster» у Варшаві.

## Біографія
Закінчив готельно-гастрономічний шкільний комплекс у Гдині, а наступним ступенем освіти було завершення морської школи для кухарів у Лондоні.

## Кар'єра
Розпочав свою професійну кар'єру на суші в готелі «Гранд Готель» в Сопоті, натомість свою багаторічну професійну кар'єру в морі розпочинав на рибальському судні на Алясці. У той час його наставником був шеф-кухар трансатлантичного лайнера «Стефан Баторій» Гжегож Йужв'як. Працював шеф-кухарем на пасажирських кораблях, а в 1996—2002 роках був виконавчим шеф-кухарем найбільшої паромної компанії — Stena Line.
Після 15 років роботи на морі обійняв посаду директора з гастрономії готелю «Надморський готель» в Гдині. Після чотирьох років роботи переїхав до Замку Ксьонж, а з 2008 року працював гастрономічним директором готелі «Хоттон» у Гдині. Був шеф-кухарем у варшавському ресторані «Стрефа», який отримав два символи столових приборів Мішлен Гід — Основні міста Європи 2016 та 2017, а також нагороду Hermes Restaurant Guide 2015 у категорії ресторанів із репутацією.
З 2016 року був президентом престижної фундації «Клуб шеф-кухарів», якої був співзасновником і фундатором у 2008 році.
З 2017 року шеф-кухар та співвласник варшавського вишуканого ресторану «Pink Lobster», який у 2019 році був у списку «Poland 100 Best Restaurants 2019».

## ЗМІ
26.09.2018 — був гостем Івони Куртини, співведучої програми «Onet Rano»
09.05.2018 — «Польські кулінарні скарби»
У 2008 році взяв участь в ролі гостя у програмі Кароля Окраси «Кухня з Окрасою»

## Публікації
Є автором численних спеціалізованих публікацій, таких як «Рецепти інсулінорезистентних та при захворюваннях щитовидної залози Ярека Вальчика», «Аранжування тарілки» та багато інших. Є ведучим циклу програм «Клуб шеф-кухарів» на «Хорека Радіо». Його колонка «День, коли стабілізатори не спрацювали» була опублікована у книзі «Вкусити світ», виданій National Geographic у 2008 році. Його оригінальні рецепти регулярно публікуються на кулінарних вебсайтах.

## Отримані звання та професійні досягнення
- Член програми Програмної ради соціальної відповідальності «Бос для юних талантів»[18]
- Співзасновник і фундатор, а з 2016 також президент Фонду Клуб шеф-кухарів"[7]
- Лауреат головного призу конкурсу «Poland 100 Best Restaurants Awards 2013» у категорії «Створення старих рецептів в нових умовах»[19][8]
- Лауреат головного призу конкурсу «Poland 100 Best Restaurants Awards 2014» у категорії «Промоція кулінарного мистецтва»[3]
- Лауреат премії «Гермес 2015» «Порадника ресторатора»
- Кулінарна особистість «Poland 100 Best Restaurants 2016»[5]
- Головний шеф-кухар академії «Bocuse d'Or Poland»[20][4]
- У 2015 році отримав нагороду «Poland 100 Best Restaurants Awards» в номінаціях «Шеф-кухар року» та «Найкращий ресторан» («Стрефа» у Варшаві), в якому на той час був шеф-кухарем[21]
- Є послом: сиру Бурштина (Спомлек), Амбасадор 92, ТЗ Кушвіца
- "Pink Lobster у Варшаві отримав три столові прибори плюс та звання Шеф кухні 2018 — центральний регіон. Гран-прі MT Targi Polska S.A. у 2019 році

## Учасник кулінарних заходів
- Журі конкурсу «Зелені шапки Bonduelle 2002»[22]
- Разом з КСК у 2017—2018 рр. брав участь у «Великому оркестрі Різдвяної благодійності»[23][24]
- Член Професійного журі в XI випуску конкурсу «Wine & Food Noble Night» — 2018[25]
- Головний шеф-кухар національної елімінації міжнародного змагання «Bocuse d'Or Poland» — 2018[20]
- Доповідач на Варшавській продовольчій виставці «Warsaw Food Expo» 2017[26]
- Разом з KSK є організатором конкурсу «Smart Cuisine — дієтичні страви» — 2019[27]
- Лектор навчальної програми «Професійний менеджер ресторану» — 2019[2]
- Журі 7-го видання конкурсу «Кулінарне ралі майстрів» — 2018[28]
- Суддя (2017) та голова журі (2019) в елітному змаганні «Кулінарний Кубок Польщі»[29][1][8]
- Багаторазовий член журі подальших видань кулінарного змагання «L'Art de la cuisine Martell»[3]